# FM (gruppo musicale britannico)
Gli FM sono un gruppo rock britannico fondato nel 1984 a Londra.

## Storia
Gli FM nacquero nell'estate del 1984 a Londra. La band era composta dagli ex-Samson Merv Goldsworthy (bassista) e Pete Jupp (batterista), dai fratelli Overland – Steve (cantante e chitarrista) e Chris (chitarrista), e dal tastierista Philip Manchester, conosciuto anche come "Didge Digital". Nel dicembre dello stesso anno il gruppo firmò per la CBS/Portrait.
La prima apparizione ufficiale del gruppo risale al 1985. L'album di debutto, Indiscreet, uscì nel 1986 con Frozen Heart come primo singolo.
Gli FM partirono per l'Europa al fianco di Tina Turner, Meat Loaf, Foreigner, Gary Moore, Status Quo e Magnum, aprendo anche per i REO Speedwagon all'Hammersmith Odeon di Londra.
Gli FM passarono poi alla Epic e, partiti per gli Stati Uniti per comporre al fianco di Desmond Child, produssero e pubblicarono con Neil Kernon il secondo album Tough It Out, nel 1989. La band partì per un tour di 42 date nel Regno Unito. Dopo questi show, Chris Overland decise di lasciare gli FM. Al suo posto fu ingaggiato Andy Barnett, che debutto nel 1991 nel terzo album degli FM Takin' It to the Streets.
Firmato un nuovo contratto con la Music For Nations, subirono la dipartita di Didge Digital nel tardo 1991. Nel 1992 uscì l'album Aphrodisiac a cui seguì una serie di concerti acustici. Ingaggiato come tastierista stabile Jem Davis, la band pubblicò nel 1995 Dead Man's Shoes, per poi sciogliersi.
Il 27 ottobre 2007 a Nottingham vi fu il primo concerto degli FM dopo lo scioglimento. Ad esso seguì due anni dopo (19 marzo 2009) un secondo show al Winstanley College di Wigan e la pubblicazione di un nuovo singolo a titolo "Wildside". Reclutato Jim Kirkpatrick, la band pubblicò nel 2010 il nuovo album Metropolis, a cui seguì una lunga tournée nel Regno Unito.

## Formazione

### Formazione attuale
- Steve Overland - voce, chitarra
- Mervin Goldsworthy - basso
- Pete Jupp - batteria
- Jim Kirkpatrick - chitarra
- Jem Davis - tastiera

### Originaria
- Steve Overland - voce
- Merv Goldsworthy - basso
- Pete Jupp - batteria
- Chris Overland - chitarra
- Didge Digital - tastiera

### Altri componenti
- Andy Barnett - chitarra
- Tony Mittman - tastiera
- Jim Kirkpatrick - chitarra
- Jem Davis - tastiera

## Discografia

### Album in studio
- 1986 – Indiscreet
- 1989 – Tough It Out
- 1991 – Takin' It to the Streets
- 1992 – Aphrodisiac
- 1995 – Dead Man's Shoes
- 2010 – Metropolis
- 2013 – Rockville
- 2013 – Rockville II
- 2015 – Heroes and Villains
- 2016 – Indiscreet 30 (ri-registrazione del debutto)
- 2018 – Atomic Generation
- 2020 – Synchronized
- 2022 – Thirteen
- 2024 – Old Habits Die Hard

### Album dal vivo
- 1989 – Live At The Astoria
- 1993 – No Electricity Required
- 2019 – The Italian Job
- 2021 – Tough It Out Live

### EP
- 1993 – The Blues & Soul
- 2009 – Wildside
- 2011 – City Limits
- 2012 – Only Foolin'
- 2014 – Futurama

### Raccolte
- 1993 – Closer to Heaven
- 1994 – Only the Strong - The Best of FM
- 1996 – Paraphernalia
- 2003 – Long Time No See
- 2005 – Long Lost Friends
- 2006 – Vintage and Rare